# Gran Premio motociclistico del Portogallo 2023
Il Gran Premio motociclistico del Portogallo 2023 è stato la prima prova del motomondiale del 2023. Le vittorie nelle tre classi sono andate a: Francesco Bagnaia in entrambe le gare della MotoGP, Pedro Acosta in Moto2 e Daniel Holgado in Moto3.
Per Holgado si tratta della prima vittoria nel motomondiale.
In occasione di questo Gran Premio viene introdotta, per la prima volta nella storia della classe MotoGP, la gara sprint, che si svolge il sabato su distanza dimezzata rispetto alle gare domenicali.

## MotoGP

### Sprint

#### Arrivati al traguardo
| Pos. | Nº | Pilota                | Squadra                     | Motocicletta       | Giri | Tempo     | Griglia | Punti |
| ---- | -- | --------------------- | --------------------------- | ------------------ | ---- | --------- | ------- | ----- |
| 1º   | 1  | Francesco Bagnaia     | Ducati Lenovo               | Ducati Desmosedici | 12   | 19'52.862 | 2º      | 12    |
| 2º   | 89 | Jorge Martín          | Prima Pramac Racing         | Ducati Desmosedici | 12   | +0.307    | 3º      | 9     |
| 3º   | 93 | Marc Márquez          | Repsol Honda                | Honda RC213V       | 12   | +1.517    | 1º      | 7     |
| 4º   | 43 | Jack Miller           | Red Bull KTM Factory Racing | KTM RC16           | 12   | +1.603    | 5º      | 6     |
| 5º   | 12 | Maverick Viñales      | Aprilia Racing              | Aprilia RS-GP      | 12   | +1.854    | 7º      | 5     |
| 6º   | 41 | Aleix Espargaró       | Aprilia Racing              | Aprilia RS-GP      | 12   | +2.106    | 12º     | 4     |
| 7º   | 88 | Miguel Oliveira       | CryptoData RNF              | Aprilia RS-GP      | 12   | +2.940    | 4º      | 3     |
| 8º   | 5  | Johann Zarco          | Prima Pramac Racing         | Ducati Desmosedici | 12   | +5.595    | 10º     | 2     |
| 9º   | 73 | Álex Márquez          | Gresini Racing              | Ducati Desmosedici | 12   | +5.711    | 13º     | 1     |
| 10º  | 20 | Fabio Quartararo      | Monster Energy Yamaha       | Yamaha YZR-M1      | 12   | +5.924    | 11º     |       |
| 11º  | 25 | Raúl Fernández        | CryptoData RNF              | Aprilia RS-GP      | 12   | +8.160    | 20º     |       |
| 12º  | 33 | Brad Binder           | Red Bull KTM Factory Racing | KTM RC16           | 12   | +8.384    | 15º     |       |
| 13º  | 42 | Álex Rins             | LCR Honda Castrol           | Honda RC213V       | 12   | +11.288   | 16º     |       |
| 14º  | 21 | Franco Morbidelli     | Monster Energy Yamaha       | Yamaha YZR-M1      | 12   | +17.138   | 17º     |       |
| 15º  | 30 | Takaaki Nakagami      | LCR Honda Idemitsu          | Honda RC213V       | 12   | +18.128   | 18º     |       |
| 16º  | 49 | Fabio Di Giannantonio | Gresini Racing              | Ducati Desmosedici | 12   | +21.235   | 21º     |       |

#### Ritirati
| Nº | Pilota            | Squadra                     | Motocicletta       | Giri | Griglia |
| -- | ----------------- | --------------------------- | ------------------ | ---- | ------- |
| 72 | Marco Bezzecchi   | Mooney VR46 Racing          | Ducati Desmosedici | 2    | 8º      |
| 23 | Enea Bastianini   | Ducati Lenovo               | Ducati Desmosedici | 1    | 6º      |
| 10 | Luca Marini       | Mooney VR46 Racing          | Ducati Desmosedici | 1    | 9º      |
| 36 | Joan Mir          | Repsol Honda                | Honda RC213V       | 0    | 14º     |
| 37 | Augusto Fernández | GasGas Factory Racing Tech3 | KTM RC16           | 0    | 19º     |

### Gara

#### Arrivati al traguardo
| Pos. | Nº | Pilota            | Squadra                     | Motocicletta       | Giri | Tempo     | Griglia | Punti |
| ---- | -- | ----------------- | --------------------------- | ------------------ | ---- | --------- | ------- | ----- |
| 1º   | 1  | Francesco Bagnaia | Ducati Lenovo               | Ducati Desmosedici | 25   | 41'25.401 | 2º      | 25    |
| 2º   | 12 | Maverick Viñales  | Aprilia Racing              | Aprilia RS-GP      | 25   | +0.687    | 6º      | 20    |
| 3º   | 72 | Marco Bezzecchi   | Mooney VR46 Racing          | Ducati Desmosedici | 25   | +2.726    | 7º      | 16    |
| 4º   | 5  | Johann Zarco      | Prima Pramac Racing         | Ducati Desmosedici | 25   | +8.060    | 9º      | 13    |
| 5º   | 73 | Álex Márquez      | Gresini Racing              | Ducati Desmosedici | 25   | +8.125    | 12º     | 11    |
| 6º   | 33 | Brad Binder       | Red Bull KTM Factory Racing | KTM RC16           | 25   | +8.247    | 14º     | 10    |
| 7º   | 43 | Jack Miller       | Red Bull KTM Factory Racing | KTM RC16           | 25   | +8.381    | 5º      | 9     |
| 8º   | 20 | Fabio Quartararo  | Monster Energy Yamaha       | Yamaha YZR-M1      | 25   | +8.543    | 10º     | 8     |
| 9º   | 41 | Aleix Espargaró   | Aprilia Racing              | Aprilia RS-GP      | 25   | +9.294    | 11º     | 7     |
| 10º  | 42 | Álex Rins         | LCR Honda Castrol           | Honda RC213V       | 25   | +11.591   | 15º     | 6     |
| 11º  | 36 | Joan Mir          | Repsol Honda                | Honda RC213V       | 25   | +16.992   | 13º     | 5     |
| 12º  | 30 | Takaaki Nakagami  | LCR Honda Idemitsu          | Honda RC213V       | 25   | +17.448   | 17º     | 4     |
| 13º  | 37 | Augusto Fernández | GasGas Factory Racing Tech3 | KTM RC16           | 25   | +21.723   | 18º     | 3     |
| 14º  | 21 | Franco Morbidelli | Monster Energy Yamaha       | Yamaha YZR-M1      | 25   | +27.050   | 16º     | 2     |

#### Ritirati
| Nº | Pilota                | Squadra             | Motocicletta       | Giri | Griglia |
| -- | --------------------- | ------------------- | ------------------ | ---- | ------- |
| 25 | Raúl Fernández        | CryptoData RNF      | Aprilia RS-GP      | 23   | 19º     |
| 10 | Luca Marini           | Mooney VR46 Racing  | Ducati Desmosedici | 21   | 8º      |
| 89 | Jorge Martín          | Prima Pramac Racing | Ducati Desmosedici | 19   | 3º      |
| 49 | Fabio Di Giannantonio | Gresini Racing      | Ducati Desmosedici | 10   | 20º     |
| 88 | Miguel Oliveira       | CryptoData RNF      | Aprilia RS-GP      | 2    | 4º      |
| 93 | Marc Márquez          | Repsol Honda        | Honda RC213V       | 2    | 1º      |

## Moto2

### Arrivati al traguardo
| Pos. | Nº | Pilota              | Squadra                          | Motocicletta | Giri | Tempo     | Griglia | Punti |
| ---- | -- | ------------------- | -------------------------------- | ------------ | ---- | --------- | ------- | ----- |
| 1º   | 37 | Pedro Acosta        | Red Bull KTM Ajo                 | Kalex        | 21   | 36'04.193 | 3º      | 25    |
| 2º   | 40 | Arón Canet          | Pons Wegow Los40                 | Kalex        | 21   | +1.358    | 2º      | 20    |
| 3º   | 14 | Tony Arbolino       | ELF Marc VDS Racing Team         | Kalex        | 21   | +4.460    | 8º      | 16    |
| 4º   | 12 | Filip Salač         | QJMotor Gresini                  | Kalex        | 21   | +7.110    | 1º      | 13    |
| 5º   | 18 | Manuel González     | Correos Prepago Yamaha VR46 Team | Kalex        | 21   | +8.193    | 5º      | 11    |
| 6º   | 96 | Jake Dixon          | Inde GasGas Aspar M2             | Kalex        | 21   | +9.146    | 12º     | 10    |
| 7º   | 22 | Sam Lowes           | ELF Marc VDS Racing Team         | Kalex        | 21   | +9.649    | 9º      | 9     |
| 8º   | 75 | Albert Arenas       | Red Bull KTM Ajo                 | Kalex        | 21   | +12.270   | 7º      | 8     |
| 9º   | 35 | Somkiat Chantra     | IDEMITSU Honda Team Asia         | Kalex        | 21   | +13.941   | 13º     | 7     |
| 10º  | 52 | Jeremy Alcoba       | QJMotor Gresini                  | Kalex        | 21   | +13.840   | 6º      | 6     |
| 11º  | 13 | Celestino Vietti    | Fantic Racing                    | Kalex        | 21   | +14.086   | 4º      | 5     |
| 12º  | 7  | Barry Baltus        | Fieten Olie Racing GP            | Kalex        | 21   | +14.515   | 15º     | 4     |
| 13º  | 54 | Fermín Aldeguer     | CAG SpeedUp                      | Boscoscuro   | 21   | +15.445   | 16º     | 3     |
| 14º  | 16 | Joe Roberts         | Italtrans Racing Team            | Kalex        | 21   | +25.444   | 19º     | 2     |
| 15º  | 11 | Sergio García       | Pons Wegow Los40                 | Kalex        | 21   | +26.876   | 17º     | 1     |
| 16º  | 15 | Darryn Binder       | Liqui Moly Husqvarna Intact GP   | Kalex        | 21   | +40.233   | 11º     |       |
| 17º  | 72 | Borja Gómez         | Fantic Racing                    | Kalex        | 21   | +41.710   | 20º     |       |
| 18º  | 71 | Dennis Foggia       | Italtrans Racing Team            | Kalex        | 21   | +41.806   | 23º     |       |
| 19º  | 19 | Lorenzo Dalla Porta | Pertamina Mandalika SAG Team     | Kalex        | 21   | +42.116   | 21º     |       |
| 20º  | 4  | Sean Dylan Kelly    | American Racing                  | Kalex        | 21   | +42.141   | 24º     |       |
| 21º  | 24 | Marcos Ramírez      | Forward Team                     | Forward      | 21   | +44.802   | 22º     |       |
| 22º  | 33 | Rory Skinner        | American Racing                  | Kalex        | 21   | +45.630   | 25º     |       |
| 23º  | 81 | Jordi Torres        | Inde GasGas Aspar M2             | Kalex        | 21   | +1'02.643 | 26º     |       |

### Ritirati
| Nº | Pilota                  | Squadra                      | Motocicletta | Giri | Griglia |
| -- | ----------------------- | ---------------------------- | ------------ | ---- | ------- |
| 21 | Alonso López            | CAG SpeedUp                  | Boscoscuro   | 15   | 14º     |
| 84 | Zonta van den Goorbergh | Fieten Olie Racing GP        | Kalex        | 14   | 18º     |
| 98 | David Sanchis           | Forward Team                 | Forward      | 5    | 27º     |
| 64 | Bo Bendsneyder          | Pertamina Mandalika SAG Team | Kalex        | 1    | 10º     |

## Moto3

### Arrivati al traguardo
| Pos. | Nº | Pilota             | Squadra                        | Motocicletta  | Giri | Tempo     | Griglia | Punti |
| ---- | -- | ------------------ | ------------------------------ | ------------- | ---- | --------- | ------- | ----- |
| 1º   | 96 | Daniel Holgado     | Red Bull KTM Tech3             | KTM RC 250 GP | 19   | 34'27.061 | 4º      | 25    |
| 2º   | 44 | David Muñoz        | Boé Motorsports                | KTM RC 250 GP | 19   | +0.160    | 13º     | 20    |
| 3º   | 10 | Diogo Moreira      | MT Helmets - MSI               | KTM RC 250 GP | 19   | +0.175    | 16º     | 16    |
| 4º   | 99 | José Antonio Rueda | Red Bull KTM Ajo               | KTM RC 250 GP | 19   | +0.206    | 2º      | 13    |
| 5º   | 5  | Jaume Masiá        | Leopard Racing                 | Honda NSF250R | 19   | +0.233    | 9º      | 11    |
| 6º   | 71 | Ayumu Sasaki       | Liqui Moly Husqvarna Intact GP | Husqvarna     | 19   | +1.090    | 1º      | 10    |
| 7º   | 82 | Stefano Nepa       | Angeluss MTA                   | KTM RC 250 GP | 19   | +1.125    | 10º     | 9     |
| 8º   | 43 | Xavier Artigas     | CFMoto Racing PrüstelGP        | CFMoto        | 19   | +1.137    | 7º      | 8     |
| 9º   | 66 | Joel Kelso         | CFMoto Racing PrüstelGP        | CFMoto        | 19   | +1.268    | 3º      | 7     |
| 10º  | 53 | Deniz Öncü         | Red Bull KTM Ajo               | KTM RC 250 GP | 19   | +1.409    | 8º      | 6     |
| 11º  | 27 | Kaito Toba         | SIC58 Squadra Corse            | Honda NSF250R | 19   | +2.852    | 11º     | 5     |
| 12º  | 95 | Collin Veijer      | Liqui Moly Husqvarna Intact GP | Husqvarna     | 19   | +6.904    | 14º     | 4     |
| 13º  | 38 | David Salvador     | CIP Green Power                | KTM RC 250 GP | 19   | +6.931    | 18º     | 3     |
| 14º  | 24 | Tatsuki Suzuki     | Leopard Racing                 | Honda NSF250R | 19   | +9.722    | 15º     | 2     |
| 15º  | 54 | Riccardo Rossi     | SIC58 Squadra Corse            | Honda NSF250R | 19   | +9.748    | 12º     | 1     |
| 16º  | 6  | Ryusei Yamanaka    | Autosolar GasGas Aspar M3      | Gas Gas       | 19   | +9.771    | 17º     |       |
| 17º  | 18 | Matteo Bertelle    | Rivacold Snipers               | Honda NSF250R | 19   | +19.803   | 19º     |       |
| 18º  | 64 | Mario Aji          | Honda Team Asia                | Honda NSF250R | 19   | +20.317   | 22º     |       |
| 19º  | 55 | Romano Fenati      | Rivacold Snipers               | Honda NSF250R | 19   | +29.900   | 25º     |       |
| 20º  | 72 | Taiyo Furusato     | Honda Team Asia                | Honda NSF250R | 19   | +29.948   | 26º     |       |
| 21º  | 70 | Joshua Whatley     | VisionTrack Racing             | Honda NSF250R | 19   | +29.904   | 24º     |       |
| 22º  | 63 | Syarifuddin Azman  | MT Helmets - MSI               | KTM RC 250 GP | 19   | +29.969   | 23º     |       |
| 23º  | 22 | Ana Carrasco       | Boé Motorsports                | KTM RC 250 GP | 19   | +30.066   | 27º     |       |

### Ritirati
| Nº | Pilota          | Squadra                   | Motocicletta  | Giri | Griglia |
| -- | --------------- | ------------------------- | ------------- | ---- | ------- |
| 48 | Iván Ortolá     | Angeluss MTA              | KTM RC 250 GP | 18   | 5º      |
| 80 | David Alonso    | Autosolar GasGas Aspar M3 | Gas Gas       | 13   | 6º      |
| 7  | Filippo Farioli | Red Bull KTM Tech3        | KTM RC 250 GP | 5    | 21º     |
| 19 | Scott Ogden     | VisionTrack Racing        | Honda NSF250R | 0    | 20º     |

### Non partito
| Nº | Pilota         | Squadra         | Motocicletta  | Griglia |
| -- | -------------- | --------------- | ------------- | ------- |
| 20 | Lorenzo Fellon | CIP Green Power | KTM RC 250 GP | 28º     |